# Angelika von Hörmann

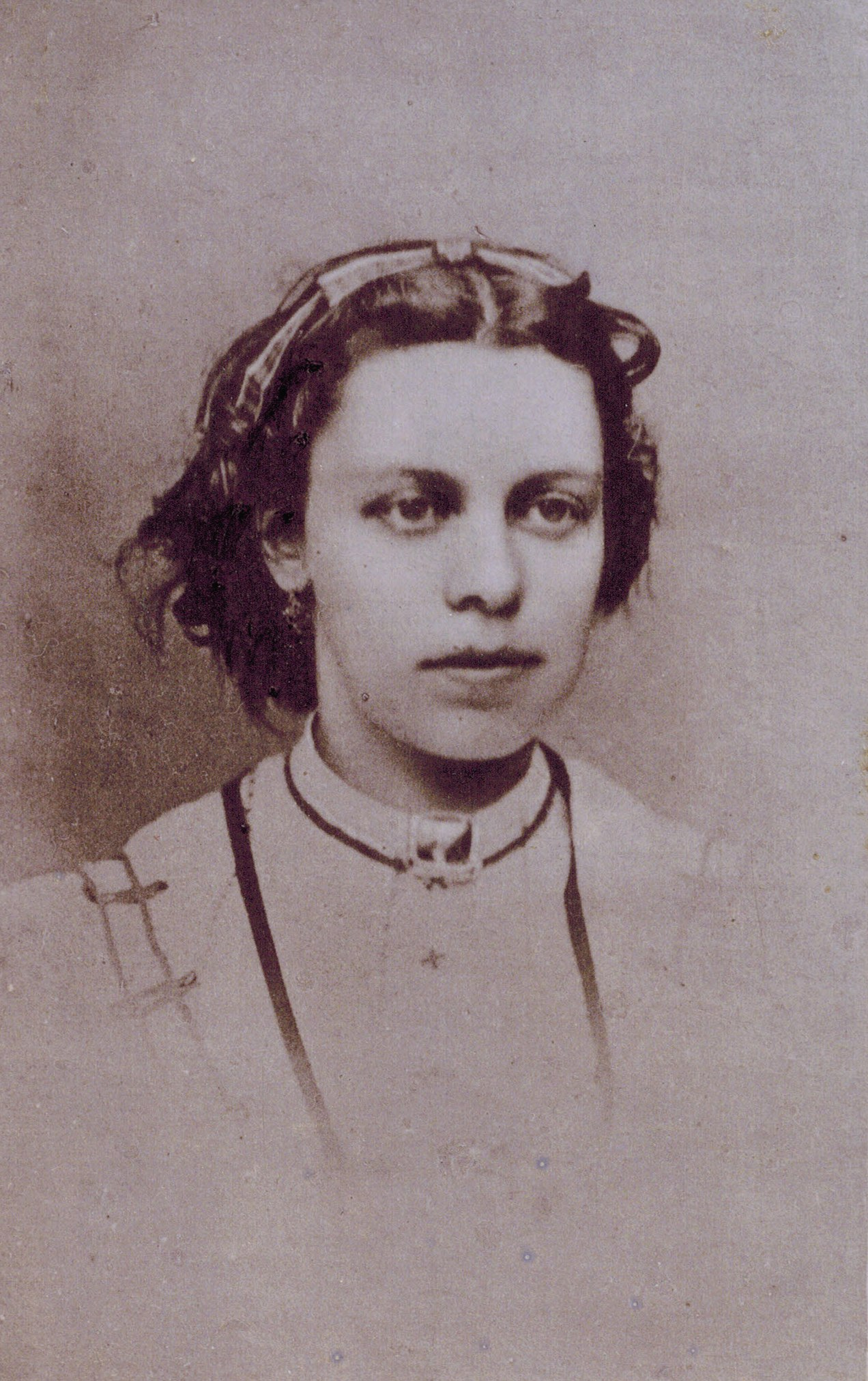
Angelika von Hörmann

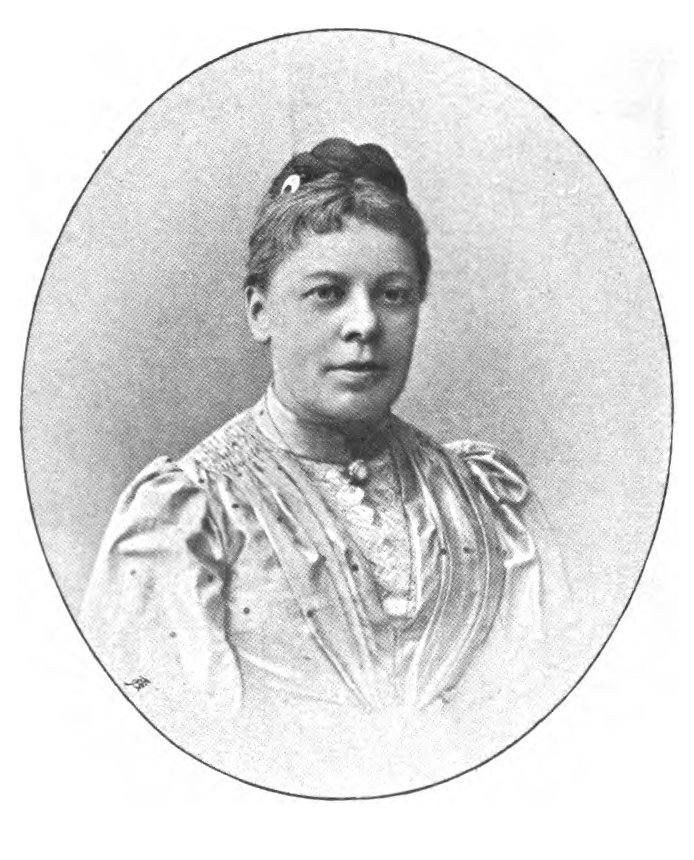
Angelika von Hörmann

Angelika von Hörmann, geborene Emilie Geiger, verehelichte Emilie Hörmann von Hörbach, auch: Angelica (Pseudonym) (* 28. April 1843 in Innsbruck; † 23. Februar 1921 ebenda) war eine österreichische Dichterin.

## Leben
Emilie war die Tochter des Finanzjuristen Mathias Geiger (1802–1858) und Henriette Benz von Albkron († 1849). Nach dem Tod ihres Vaters wuchs sie bei einer Tante auf. Schon in ihrer Jugend beschäftigte sie sich mit Literatur; ihre ersten vierzehn, später teilweise vertonten Gedichte publizierte sie 1863 unter dem Pseudonym „Angelica“ in dem Almanach Frühblumen aus Tirol; herausgegebenen wurde dieses Werk von ihrem Förderer, dem Kulturhistoriker Ludwig Hörmann von Hörbach, den sie 1865 heiratete und mit dem sie von 1872 bis 1883 in Klagenfurt, dann in Graz und ab 1877 wieder in Innsbruck lebte. Das Ehepaar hatte fünf Kinder, von denen jedoch nur drei das Kindesalter überlebten. Von 1903 bis 1917 war Angelika von Hörmann als einzige Frau Mitglied des Tiroler Zensurbeirates.
Durch ihre mehr als 500 Gedichte, Versepen und romantischen Erzählungen galt Hörmann als bedeutendste Tiroler Dichterin ihrer Zeit. Zu ihrem Freundeskreis zählten Peter Rosegger, Balthasar Hunold, Julius von Ficker, Adolf Pichler, Karl Schönherr und Rudolf Greinz; ihr „Erzählendes Gedicht“ Oswald von Wolkenstein ist „Dem Andenken Robert Hamerling’s in Dankbarkeit gewidmet“. Der Dramatiker Franz Kranewitter hielt Hörmanns Grabrede, in der er sie als „die erste Frau Tirols von wahrhaft nationaler Empfindung“ bezeichnete.

## Werke
- Die neue Mühle. Eine Gnadenwalder-Geschichte. Wagner, Innsbruck 1866 (Digitalisat in der Digitalen Bibliothek der Universität Innsbruck)
  - 2. Auflage mit dem Titel Die Trutzmühle. Eine Tiroler Dorfgeschichte. Meyer, Leipzig 1897
- Grüße aus Tirol. Gedichte. Amthor, Gera 1869 (Digitalisat in der Digitalen Bibliothek der Universität Innsbruck)
- Das Nähmädchen. Erzählung. Vogel, Glarus 1872 (Digitalisat in der Digitalen Bibliothek der Universität Innsbruck)
- Die Saligen. Erzählendes Gedicht. Amthor, Gera 1876 (Digitalisat in der Digitalen Bibliothek der Universität Innsbruck)
- Oswald von Wolkenstein. Erzählendes Gedicht. Ehlermann, Dresden 1890 (Digitalisat in der Digitalen Bibliothek der Universität Innsbruck)
- Neue Gedichte. Liebeskind, Leipzig 1893 (Digitalisat in der Digitalen Bibliothek der Universität Innsbruck)
- Auf stillen Wegen. Neue Gedichte. Lindauer, München 1907 (Digitalisat in der Digitalen Bibliothek der Universität Innsbruck)